# Màlik-Xah I
|  | Per a altres significats, vegeu «Màlik-Xah ibn Kilij Arslan». |

Jalal-ad-Dawla Muïzz-ad-Din Abu-l-Fat·h Màlik-Xah ibn Alp Arslan, conegut com a Màlik-Xah I (1055-1092), fou gran soldà seljúcida del 1073 al 1092, sota el qual l'imperi Seljúcida va arribar a la seva màxima extensió i potència.

## Biografia
El seu pare Alp Arslan el va designar com a hereu (wali al-adh) el 1066 i altres parents van rebre governs a la part oriental de l'imperi. A la seva mort el gener del 1073 a causa d'una ferida causada per un presoner de la campanya contra els karakhànides, el va succeir el fill gran Màlik-Xah I. El seu fill Ayaz ibn Alp Arslan va rebre les províncies de l'Oxus superior i el seu germà Kawurd ibn Čaghri Beg va ser confirmat al Kirman. El visir Nizam al-Mulk va actuar amb celeritat i la successió fou notificada al califa de Bagdad immediatament al mateix temps que s'assegurava el control de Nixapur on estava el tresor.
Kawurd considerava que com a degà de la família, el que rebia era poc, i es va revoltar però fou derrotat a Hamadan (1074) i mort potser per orde del visir. Però Màlik-Xah va concedir tot seguit als seus dos fills Sultan-Xah i Turan-Xah el Kirman i el Fars. Aprofitant aquestes lluites el gaznèvida Ibrahim ibn Masud (1059-1099) va provar de recuperar els territoris del Gran Khorasan que la seva nissaga havia perdut davant els seljúcides trenta anys enrere. Ibrahim va atacar al seljúcida Uthman ibn Čaghri Beg Dawud al nord de l'Afganistan i el va fer presoner però Màlik-Xah va enviar un exèrcit que va restablir el control seljúcida al territori (1073). Entre els dos imperis s'estenia el principat de Sistan, governant per la dinastia safàrida que el 1073 va haver de reconèixer la sobirania de Màlik-Xah I.
També es va voler aprofitar del conflicte intern el karakhànida de Transoxiana Xams-al-Mulk Nasr ibn Tamghač Khan Ibrahim (1068-1080) que va envair el Khurasan per la zona de Balkh i el Tukharistan. Màlik-Xah va retornar des de Pèrsia i va rebutjar la invasió ocupant Tirmidh i dictant condicions de pau al kan a la seva pròpia capital de Samarcanda (1074). Xams-al-Mulk Nasr ibn Tamghač Khan Ibrahim va esdevenir tributari seljúcida, situació que es va mantenir en general especialment degut al conflicte que a partir de llavors el va enfrontar amb la branca karakhànida de Kaixgar.
Ayaz va morir el mateix 1074, abans de la campanya del seu germà a Tukharistan i Balkh i Màlik-Xah va concedir aquestos territoris a un tercer fill, Tekish ibn Alp Arslan que va governar en pau fins al 1080.
Poc després de pujar al tron, Màlik-Xah va voler reforçar la posició seljúcida a l'Azerbaidjan, Arran i Armènia i el 1075 va deposar l'emir xaddàdida de Gandja (Arran), Fadlun o Fadl III ibn Fadl II (1073-1075) donant el govern a un vell oficial turc esclau d'Alp Arslan, Sawtigin, experimentat en les condicions a la zona.
La situació a la frontera romana d'Orient era encara molt confusa; després de la derrota dels grecs a la batalla de Mantziciert el 1071, bandes irregulars de turcmans assolaven Anatòlia però a la part sud-oriental hi resistia un general armeni-romà d'Orient, Filàret Bracami que amb un exèrcit format principalment per uns vuit mil normands dirigits per Raimbaud s'havia apoderat de Cilícia on tenia el suport de la població armènia emigrada a la zona els darrers anys. El 1078 es va autoproclamar dux d'Antioquia que incloïa Edessa de forta població armènia. Va tenir els títols de domesticos i protocuropalata, i després sebast, i fins i tot protosebast.
El 1076/1077 el general seljúcida Ortuk ibn Eseb va fer una sèrie de campanyes a Aràbia per compte de Màlik-Xah I: primer a Bahrayn on Abd Allah ibn Ali al-Uyuni dels Banu Murra ibn Amir, dominava el nord de la regió i estava assetjant al-Ahsa feia set anys; el van ajudar amb 200 cavallers, va conquerir la ciutat i va fundar la dinastia Uyúnida i el 1077/1078 va esclafar la resistència dels càrmates i les tribus que els donaven suport, i van liquidar l'estat càrmata; els uyunides van reconèixer al califa abbàssida i la sobirania seljúcida. Després Ortuk va obligar el xerif de la Meca a declarar-se pel califat abbàssida en contra del califat fatimita. Les submissions del Iemen i Aden van ser efímeres.
El 1077 els fills del seljúcida Kutalmix, Sulayman ibn Kutalmiz i Mansur ibn Kutalmix, establien un soldanat als territoris arrabassats als romans d'Orient, que els turc anomenaven Rūm, d'on va venir el nom de Soldanat de Rum, sent la primera capital a İznik. Segons la historiografia posterior aquestos dos prínceps foren investits com a governadors per Màlik-Xah, però atès que Sulayman va usar el títol de sultà cal pensar que fou un acte unilateral que el sultà gran seljúcida havia de veure com una alta traïció. Dos altres fills de Kutulmish van lluitar amb els fatimites a Palestina contra els grans seljúcides el que provaria les males relacions d'aquests branca amb el gran sultà.
Com que el rei de Geòrgia, Giorgi I, havia conquerit Kars, Màlik-Xah va anar a la zona (1078/1079) per fer una campanya i la ciutat fou conquerida per l'amir Ahmad, un dels caps de l'exèrcit, que després va combatre els georgians
El 1079 segurament a proposta de Ummar Khayyam, va reformar el calendari establint l'era Jalāli o Maliki (Maliki de Màlik i Jalali del lakab Jalal al-Dawla un dels que portava el sultà (l'altra era Muizz al-Din). Umar va construir un observatori a Esfahan.
La mort del karakhànida Xams-al-Mulk Abu-l-Hàssan Nasr ibn Tamghač Khan Ibrahim el 1080 no va alterar la pau amb els seljúcides sota el breu govern del seu germà al-Khidr Abu-Xujà (Khidr Khan ibn Ibrahim 1080-1081) i el fill d'aquest Àhmad I (1081-1089) que era nebot d'una de les esposes de Màlik-Xah, la karakhànida Terken Khatun

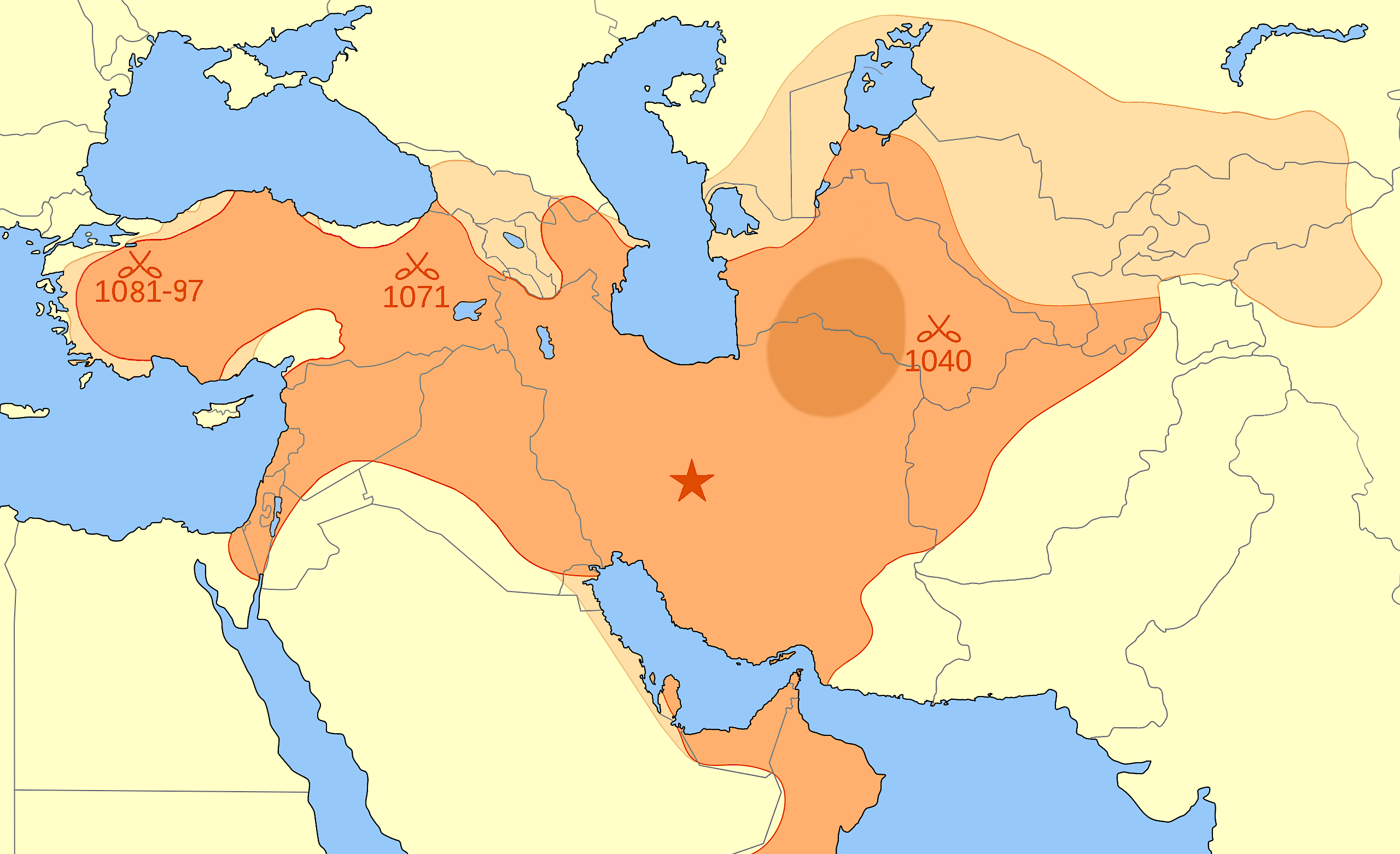
Màxima extensió de l'Imperi Seljúcida sota Màlik-Xah I

El 1080/1081 Tekish, germà de Màlik-Xah, va agafar al seu servei a set mil mercenaris que el sultà havia llicenciat per economitzar i amb el seu ajut es va revoltar (1081). Després de fracassar davant de Nixapur, Tekish es va haver de sotmetre i fou perdonat pel seu germà gran. El 1081 una de les filles del sultà Màlik-Xah I es va prometre amb el califa al-Muqtadí
Les relacions amb el gaznèvides van millorar quan van renunciar de fet a reclamar els seus antics territoris al Khurasan, i els dos imperis van tenir contactes cordials incloent alguns enllaços matrimonials. Els safàrides es van mantenir lleials i es van fer algunes operacions conjuntes entre seljúcides i safàrides contra els ismaïlites de Kuhistan.
El 1084 el seu germà Tekish es va revoltar altre cop mentre Màlik-Xah era a la Jazira, a l'extrem occidental de l'imperi. Màlik va reprimir altre cop la revolta i aquesta vegada no el va perdonar i el va fer cegar i empresonar. El desembre del 1084 el general Filàret Bracami va perdre Antioquia enfront de Sulayman I ibn Kutalmix, soldà de Rum. La possessió li fou disputada per Muslim ibn Kuraysh, senyor uqàylida de Mossul i Alep, que finalment fou derrotat per Sulayman a la batalla d'Antioquia en la que Muslim va morir el juny de 1085.
El 1085 Màlik-Xah va tornar a la zona del Caucas per sotmetre al xaddàdida Fadl III que havia estat restaurat al tron de Gandja i s'havia revoltat. El principat fou definitivament suprimit si bé encara va subsistir la branca col·lateral d'Aní. Al mateix temps el sultà va rebre la submissió del xirvanxah Fariburz. Una bona part de la conca de l'Araxes fou repartida en petits feus (ikta) pels oficials turcs de Màlik-Xah sota sobirania de Kut al-Din Ismail ibn Yakuti, cosí del sultà. Aquest mateix any 1085 el exvisir del califa abbàssida, Fakhr-ad-Dawla ibn Jahir, destituït el 1083, va obtenir el suport seljúcida per conquerir l'emirat marwànida però el general seljúcida Ortuk no li va donar el suport esperat i els marwànides pel seu costat van aconseguir l'aliança de l'uqàylida Muslim de Mossul. Amid al-Dawla ibn Fakhr al-Dawla va poder conquerir Mayyafarikin, Amida i altres fortaleses de Diyar Bakr, després de setges i finalment la guerra es va acabar als pocs mesos; el govern de Fakhr i el seu fill Amid fou no obstant impopular i després de malgastar en un any el tresor marwànida, foren destituïts per Màlik-Xah (1086) i la zona annexionada.
El 1086 el seljúcida de Síria Tútuix I, germà de Màlik-Xah, que mantenia una lleialtat més o menys nominal al seu germà sultà, va derrotar Sulayman I de Rum i es va apoderar d'Antioquia de l'Orontes. Màlik-Xah va enviar llavors un exèrcit des de la seva capital Esfahan, sota el comandament personal del califa abbàssida, i va concedir Antioquia en feu (ikta) al turc Yaghi-Siyan que la va conservar fins al 1098. Governadors turcs es van establir també a Alep (Aq Súnqur al-Hàjib 1087-1094) i després a Edessa que fou perduda per l'armeni Filàret davant de Màlik-Xah. Filàret va haver de fugir a la fortalesa de Germanícia (Maraix), que fou finalment ocupada també pels seljúcides. Fonts turques no obstant diuen que Germanícia fou conquerida ja el 1084 i que Filàret en realitat va fugir a Urfa i es va convertir a l'islam i fou un dels principals auxiliars de Màlik-Xah, però tot això és dubtós. Buzan (1087-1094) fou nomenat amir d'Edessa.
No fou fins a l'any 1087 quan Màlik-Xah es va decidir anar a Bagdad, en ocasió de l'enllaç de la seva filla amb el califa al-Muqtadí, i fou llavors quan aquest li va confiar oficialment la saltana (el sutanat o poder temporal). El govern dels seljúcides a Bagdad s'exercia per un shina o comandant militar encarregar de l'orde a la ciutat i molt sovint a tot l'Iraq, i un amid o governador civil.
El 1089 els ulamas de Transoxiana van causar disturbis i Màlik-Xah va envair el territori i va deposar el kan karakhànida Ahmad I (Ahmad Khan I). Màlik finalment li va permetre tornar a assolir el càrrec vers el 1094, però finalment el Màlik-Xah envaïa el kanat i el deposava i el feia executar, segons es creu al descobrir-se les seves simpaties ismaïlites. Màlik-Xah va arribar fins a Semireche i això va intimidar al kan karakhànida de Kaixgar i Hotan Bughra Khan Harun (mort el 1102) que havia unificat els territoris orientals després de diverses particions, i que va fer llegir la khutba en nom de Màlik-Xah I.
El 1089 Màlik-Xah va conquerir Mossul als uqàylides i llavors el jahírida Amid-ad-Dawla va rebre altre cop la província del Diyar Bakr, mentre que el seu pare Fakhr al-Dawla rebia de Màlik-Xah el govern de Mossul, que només va conservar un any, ja que va morir el 1090 en el càrrec.
A la segona meitat del 1092 Màlik-Xah va estar a Bagdad però va ignorar totalment al califa abbàssida. Va engegar un pla de construccions (una gran mesquita, la jami as-Sultan, i diversos palaus pels dignataris de l'estat, doncs volia fer de la ciutat califal la seva capital d'hivern). Es diu que el sultà planejava declarar hereu al seu net Jàfar anomenat el "Petit príncep dels creients", que la seva filla i el califa havien tingut uns tres anys abans. A la tardor era assassinat el visir Nizam al-Mulk i van córrer rumors que el sultà hi havia tingut participació. Trenta-cinc dies després (novembre) moria el mateix sultà d'unes febres, potser enverinat, quan tenia 58 anys. La seva esposa karakhànida Terken Khatun amb el suport del mustawfi Taj-al-Mulk Abu-l-Ghanàïm, va intentar proclamar sultà al seu fill Mahmud ibn Màlik-Xah de 4 anys, però els nizamiyya (els parents del visir Nizam al-Mulk) van aconseguir després d'un temps de guerra civil imposar al fill gran Barkyaruq, de 13 anys, fill d'una altra esposa, Zubayda Khatun. El cos de Màlik-Xah fou portat de Bagdad a Esfahan i enterrat a la madrassa de la ciutat.
És descrit com de caràcter noble i generós, i tenia reputació de protector del saber i la literatura tot i que tenia una escassa educació personal.